# Cà phê sữa đá

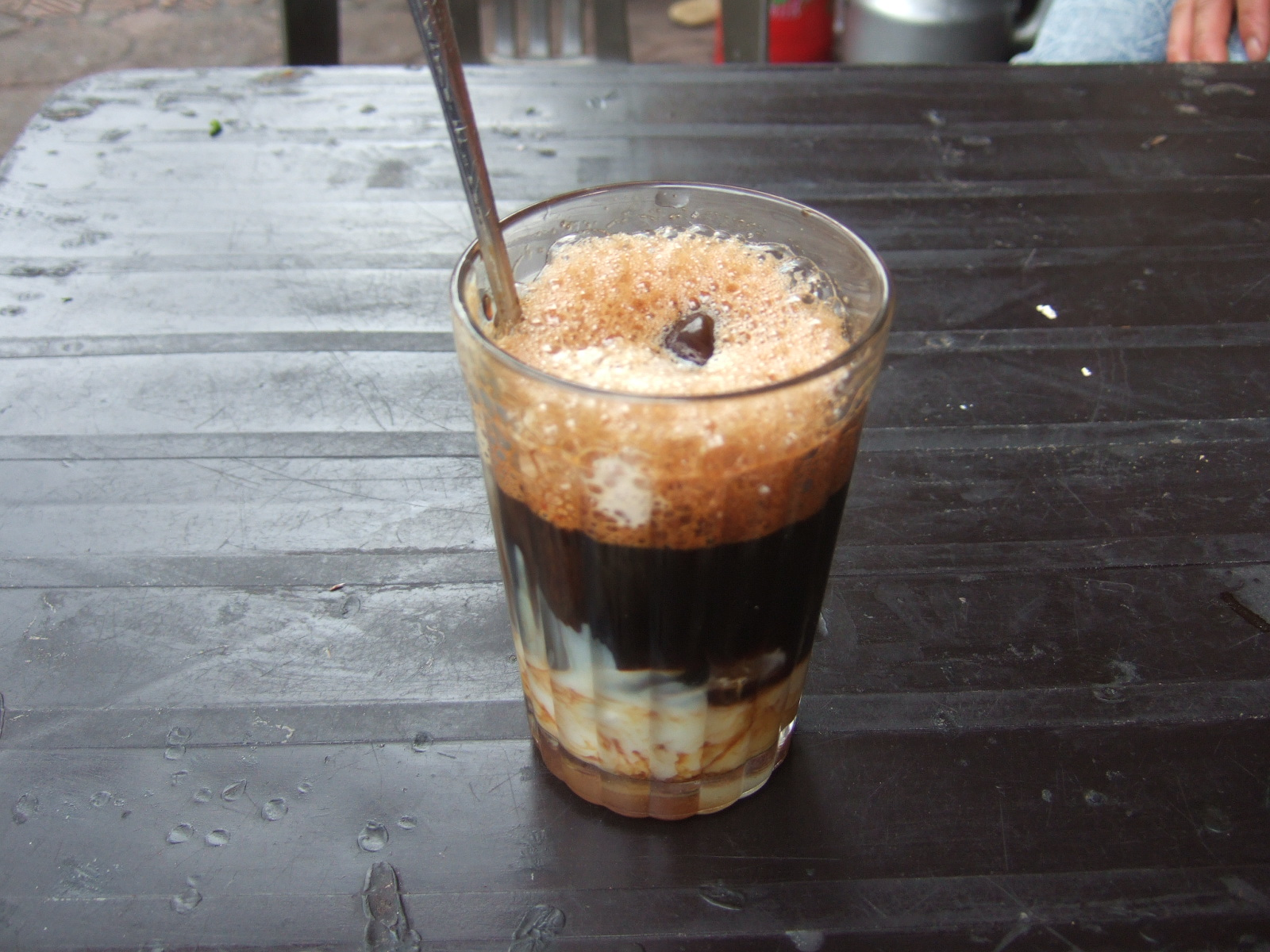
Cà phê sữa nóng

Cà phê sữa đá là một loại thức uống thông dụng ở Việt Nam. Cà phê sữa đá truyền thống được làm từ cà phê nguyên chất đựng trong phin với sữa đặc có đường và bỏ đá vào trong một cái ly bằng thủy tinh rồi thưởng thức.
Cà phê sữa đá pha theo phong cách Việt Nam gồm cà phê rang xay được pha phin hay pha sẵn với sữa đặc có đường (thông dụng là sữa Ông Thọ) theo tỷ lệ một phần nước cà phê, 1 hoặc hai phần sữa tùy theo khẩu vị của người uống. Món cà phê sữa này khi chế biến được người Sài Gòn và miền Nam Việt Nam dùng chung với nhiều đá vừa để thưởng thức và giải khát, do khí hậu nóng ẩm đặc trưng của miền Nam Việt Nam; món thức uống này sau dần được truyền bá và lan rộng trên cả nước. Món cà phê sữa đá cùng với cà phê đen đá là hai loại thức uống từ cà phê phổ biến tại các quán cà phê cũng như ở toàn thể khắp đại gia đình Việt Nam.

## Lịch sử
Cà phê được du nhập vào Việt Nam năm 1857 bởi một linh mục Công giáo người Pháp. Do hạn chế về nguồn sữa tươi, khi ngành chăn nuôi bò sữa vẫn còn sơ khai, người Pháp và Việt Nam đã sử dụng sữa đặc có đường với cà phê rang đậm.
Ngày nay, có nhiều trang trại cà phê rải rác trên khắp vùng Tây Nguyên. Việt Nam hiện là nước sản xuất cà phê vối (Robusta) lớn nhất - và là nước sản xuất cà phê lớn thứ hai trên thế giới.

## Biến thể

### Cà phê trứng
Cà phê trứng là một biến thể của cà phê sữa, thường được phục vụ tại các quán cà phê ở Hà Nội. Thời kỳ miền Bắc Việt Nam khó khăn về kinh tế, khi món cà phê sữa đá được truyền bá từ miền Nam Việt Nam, thì đa phần không thích hợp với điều kiện miền Bắc Việt Nam vì lúc đó sữa đặc đóng lon nói riêng và sữa nói chung là các xa xỉ phẩm khó kiếm ở miền Bắc. Để tiếp biến phù hợp với hoàn cảnh, người Hà Nội sáng tạo bằng cách thay thế sữa đặc trong thành phần thức uống này bằng nguyên liệu chủ đạo là trứng, loại nguyên liệu dễ kiếm hơn và phổ thông hơn. Loại thức uống này được làm từ cà phê pha, lòng đỏ trứng gà và ít sữa, có hương vị và kết cấu tương tự như tiramisu và eggnog.